# Willi Maier
Willi Maier (* 12. September 1948 in Undingen) ist ein ehemaliger deutscher Hindernis- und Langstreckenläufer.
Bei den Olympischen Spielen 1972 in München schied er über 3000 m Hindernis im Vorlauf aus.
1973 scheiterte er bei den Leichtathletik-Halleneuropameisterschaften in Rotterdam über 3000 m in der ersten Runde und wurde beim Leichtathletik-Europacup in Edinburgh Zweiter über 3000 m Hindernis.
Bei den Olympischen Spielen 1976 in Montreal kam er über 3000 m Hindernis erneut nicht über die Vorrunde hinaus.
1980 belegte er bei den Crosslauf-Weltmeisterschaften in Paris den 81. Platz. 1983 und 1986 gewann er den Nikolauslauf Tübingen.
1973 wurde er Deutscher Meister im Crosslauf und Deutscher Meister über 3000 m Hindernis. Außerdem wurde er in diesem Jahr Deutscher Hallenmeister über 3000 m. Mit dem SV Salamander Kornwestheim wurde er 1975 Deutscher Meister in der 4-mal-800-Meter-Staffel.
Willi Maier startete bis 1973 für den TSV Genkingen, danach für den SV Salamander Kornwestheim.

## Persönliche Bestzeiten
- 3000 m Hindernis: 8:22,47, 8. Juni 1976, Stockholm
- 3000 m:  7:53,8 min, 3. Juli 1975, Oslo
  - Halle: 7:54,0 min, 24. Februar 1973, Berlin
- 5000 m: 13:51,8 min, 30. Juni 1976, Oslo
- 10.000 m: 28:50,8 min, 19. Mai 1975, Bonn